# La casa del tè
La casa del tè (Cinese: 茶馆; pinyin: Cháguǎn) è un'opera teatrale del 1957 di Lao She. Il dramma fu pubblicato per la prima volta in Shouhuo (Cinese: 收获, lett."Raccolto") nel luglio 1957.

## Trama
The Hindu, in una pubblicazione del 20 febbraio 2009, descrisse la trama dell'opera: "Attraverso una rappresentazione visiva di ciò che accadde in una casa da tè a Pechino; del destino di Wang Lifa, capo della casa da tè, e di un gruppo di persone ad essa collegate, "La casa del tè" rispecchia il tumulto sociale e il lato più squallido della società dell'epoca".
La descrizione della trama nella versione originale cinese di questo articolo, una volta tradotta, fornisce questa versione: "Nel dramma, la casa da tè Yutai a Pechino è lo sfondo, su cui agiscono diversi personaggi della società dell'epoca. I cambiamenti nella vita dei vari personaggi nella casa da tè durante gli ultimi cinque anni della dinastia Qing; il periodo separatista dei signori della guerra e la vittoria della guerra di resistenza contro l'aggressione giapponese, riflettono i cambiamenti della società, descrivendo la vita sociale prima della fondazione della Repubblica popolare cinese".

## Critica e influenza
Un'opera popolare, considerata radicale nel 1957; dopo la morte suicida di Lao She nel 1966, La casa del tè divenne bersaglio di attacchi da parte dei sostenitori della cosiddetta Rivoluzione Culturale. Il Beijing People's Art Theatre (BPAT) non rimise in scena La casa da tè fino al 1979, e non vi furono grandi rappresentazioni per il pubblico fino al 1985. Tuttavia, l'opera è oggi ampiamente considerata un classico del dramma cinese del XX secolo.

## Storia delle rappresentazioni
Tratto da una traduzione della versione originale cinese dell'articolo di The Hindu: La casa del tè fu rappresentato in anteprima dal Beijing People's Art Theatre nel Capital Theater di Pechino il 29 marzo 1958. I registi erano Jiao Juyin e Xia Chun. Le rappresentazioni del dramma vanno avanti da decenni e l'opera è divenuta parte del repertorio classico del Beijing People's Art Theatre. Il 16 luglio 1992, in occasione del 40º anniversario della fondazione del Beijing People's Art Theatre, gli attori "originali" de La casa del tè si esibirono per la 374ª e ultima volta (si trattava infatti di uno spettacolo di addio) nel Capital Theater.
Il 12 ottobre 1999 La casa del tè, riorganizzata dal Beijing People's Art Theatre con una nuova scaletta, fu messa in scena al Capital Theater di Pechino. Il regista era Lin Zhaohua. A partire dal 27 maggio 2004, lo spettacolo è stato allestito 500 volte. Nel 2005, si cominciò a rappresentare nuovamente la versione di Jiao Juyin. Il 10 marzo 2010, lo spettacolo venne messo in scena per la 600ª volta.
Il 21 luglio 2017, il regista Wang Chong diresse La casa del tè 2.0, la prima grande reinterpretazione dopo quella di Lin Zhaohua. I 44 attori si esibivano davanti a 11 spettatori alla volta, seguendo il copione originale di Lao She. Nello spettacolo però non c'erano più né il tè né la "vecchia società". Questa reinterpretazione (definita come esempio di teatro post-drammatico) si incentrava invece sulla vita scolastica in una scuola superiore di Pechino". Lo spettacolo fu allestito in una vera classe di una scuola superiore a Pechino.